# فرودگاه کوکاکولا
فرودگاه کوکاکولا (به انگلیسی: Coca Cola Airport) یک فرودگاه خصوصی است که یک باند فرود چمن دارد و طول باند آن ۳۲۰ متر است. این فرودگاه در شهر کرولیس، اورگن کشور ایالات متحده آمریکا قرار دارد و در ارتفاع ۹۱ متری از سطح دریا واقع شده‌است.